# Spilogona liberia
Spilogona liberia är en tvåvingeart som beskrevs av John Otterbein Snyder 1953. Spilogona liberia ingår i släktet Spilogona och familjen husflugor.
Artens utbredningsområde är Liberia. Inga underarter finns listade i Catalogue of Life.